# Coffea dubardii
Coffea dubardii är en måreväxtart som beskrevs av Henri Lucien Jumelle. Coffea dubardii ingår i släktet Coffea och familjen måreväxter. Inga underarter finns listade i Catalogue of Life.